# رافاييل أوتشوا غوزمان
رافاييل أوتشوا غوزمان (بالإسبانية: Rafael Ochoa Guzmán)‏ هو نقابي وسياسي مكسيكي، ولد في 7 فبراير 1955 في المكسيك. حزبياً، نشط في New Alliance Party (Mexico) ‏. وقد انتخب عضو مجلس الشيوخ من المكسيك.